# Jokkmokk (đô thị)
Đô thị Jokkmokk (tiếng Thụy Điển: Jokkmokk kommun) là một đô thị ở hạt Norrbotten của Thụy Điển. Thủ phủ là thị xã Jokkmokk. Dân số thời điểm 31 tháng 12 năm 2000 là 6019 người.